# Dicranomyia ypsilon
Dicranomyia ypsilon là một loài ruồi trong họ Limoniidae. Chúng phân bố ở miền Tân bắc.